# José Cortils y Vieta
José Cortils y Vieta (1839-1898) fue un escritor y folklorista español.

## Biografía

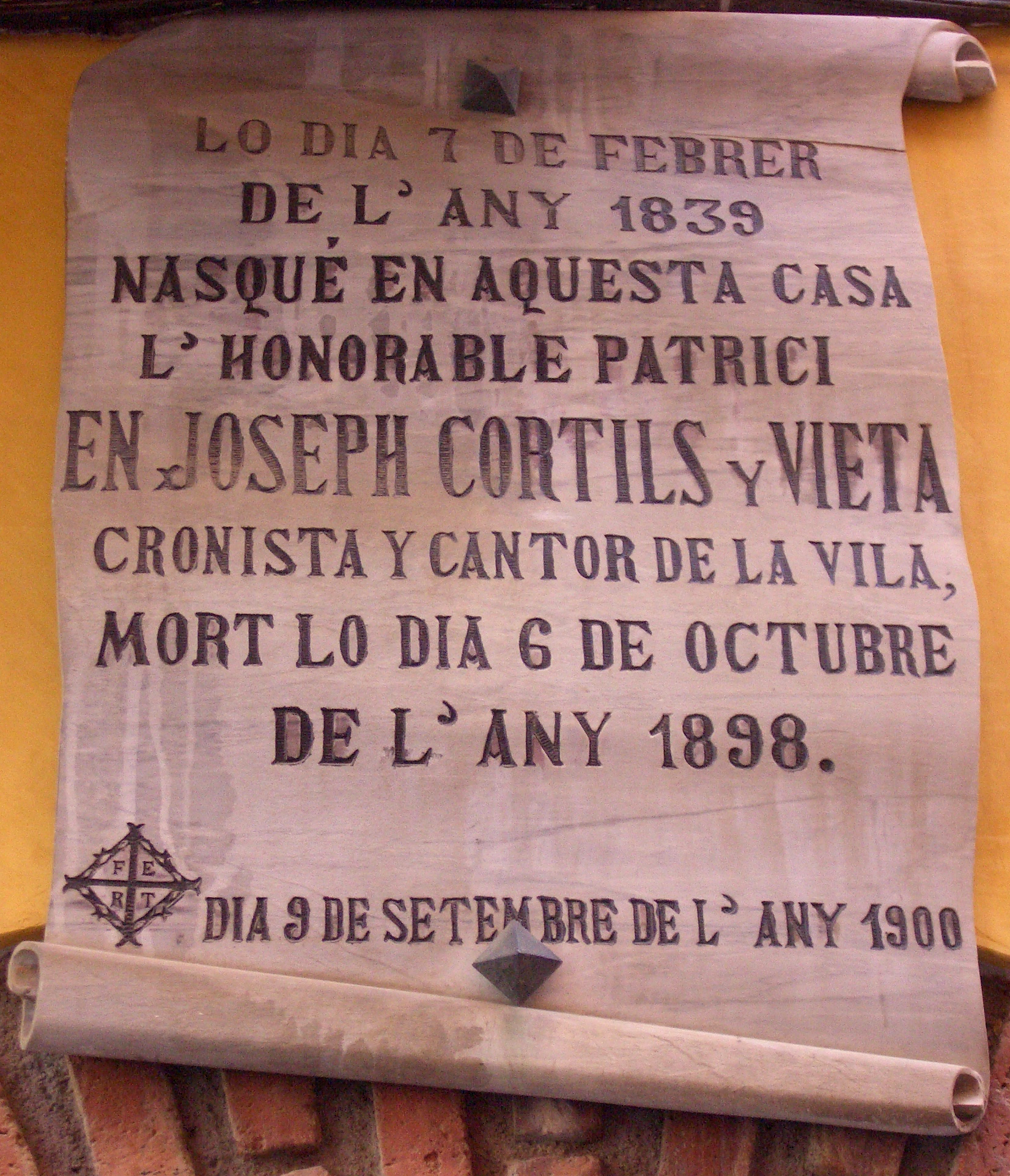
Placa en recuerdo de Joseph Cortils y Vieta en su casa natal de Blanes

Nacido el 7 de febrero de 1839 en la localidad gerundense de Blanes, se embarcó para Cuba a la edad de catorce años y regresó a España en 1875. Fue autor de títulos como Etiología de Blanes, Ressenya histórica de la vila de Blanes (1882), Festa popular de la platja de Sonta Cristina (1881), Marinescas, La Propietat e Influencia de l'instrucció en lo benestar de la classe proletaria. En la Revista de Gerona publicó una serie de artículos históricos sobre Blanes, y varias poesías y artículos en el periódico L'Arch de Sant Martí. Colaborador de la Miscelánea Folk-lorica, falleció en 1898, el día 6 de octubre.